# AgentSheets & AgentCubes

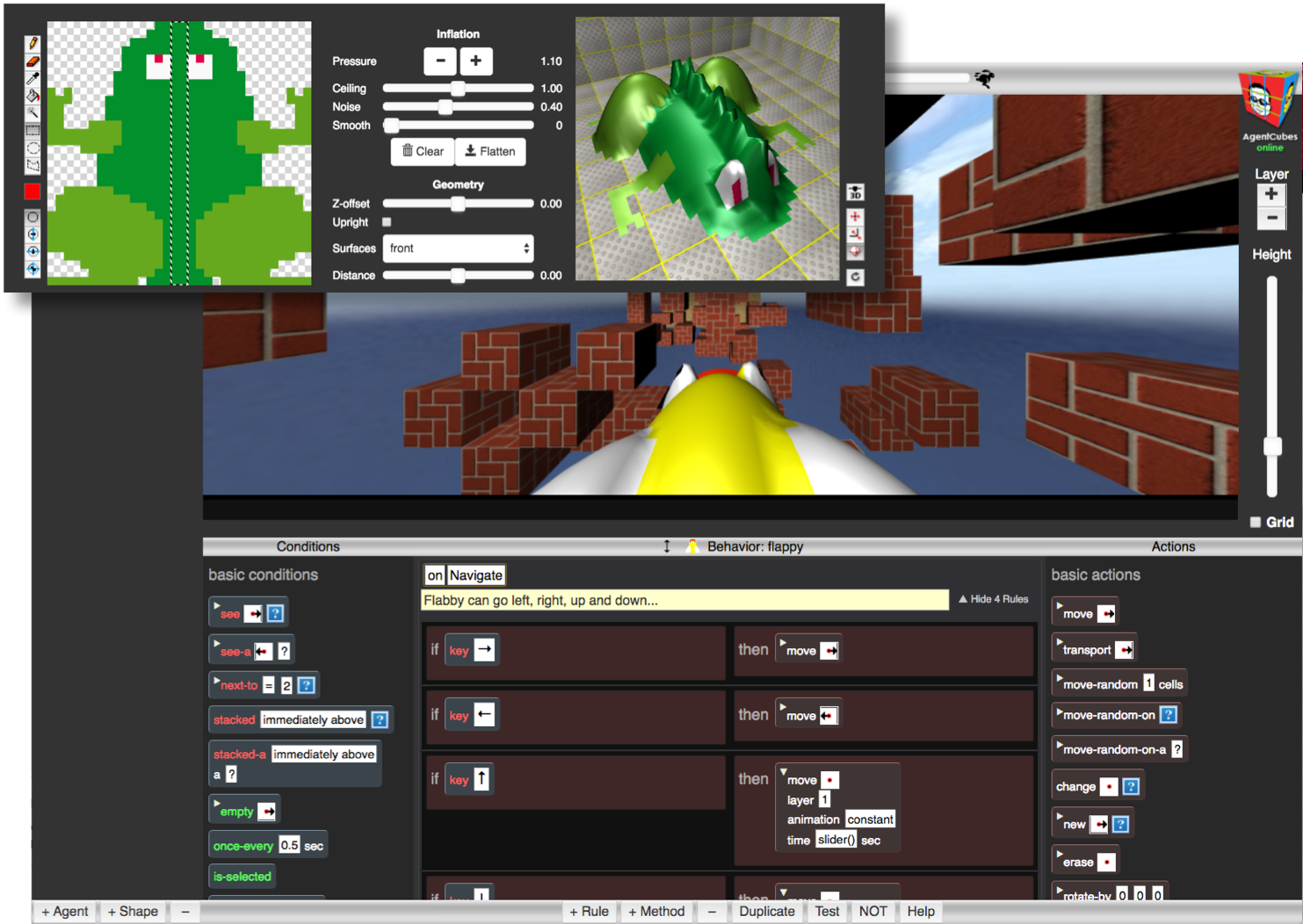
AgentCubes zum Erstellen von 3D-Spielen und Simulationen.

AgentSheets ist eine objektorientierte grafische Sprache zur Programmierung von Simulationen und Videospielen, die sich aufgrund ihrer sehr einfachen Erlernbarkeit auch als Lernprogrammiersprache für Schüler von den mittleren Klassenstufen an durchgesetzt hat. Die von Lisp, Logo und Smalltalk beeinflusste Sprache wurde von Alexander Repenning entwickelt und 1991 in erster Version veröffentlicht. Neben der englischen Version liegen inzwischen auch einige andere Sprachfassungen vor.

## Funktionsweise
AgentCubes ist eine 3D-Programmierumgebung. Dank des integrierten „Inflatable-Ions“-Werkzeugs können Benutzer selbst beliebige 3D-Objekte kreieren, indem sie zuerst 2D-Bilder zeichnen und diese dann in 3D-Objekte durch Aufblasen verwandeln.

## AgentCubes online
AgentCubes online ist die HTML5/WebGL basierte Online-Version von AgentCubes, das Benutzern als erste Programmierumgebung erlaubt 3D-Welten in einem Webbrowser zu bauen und zu programmieren.

## Einsatz in der Bildung
AgentSheets, AgentCubes und AgentCubes online werden benutzt als Werkzeuge des Scalable Game Design Projektes. Scalable Game Design ist die größte US-Informatik-Bildungs-Studie mit über 10.000 Mittelschulstudenten aus der ganzen USA. Untersucht wird, ob Schüler sogenannte „Computational-Thinking“-Konzepte durch das Kreieren von Spielen lernen können und dann später diese Konzepte zum Bau von Simulationen anwenden können.